# Oostzijdse Molen
De Oostzijdse Molen (ook Molen Delphine) is een Nederlandse windmolen uit 1874 aan het riviertje het Gein, die werd gebruikt als poldermolen. Op dezelfde plaats zou al in 1486 een molen hebben gestaan.

## Geschiedenis
De molen diende om samen met een molen bij Baambrugge de Oostzijdse polder te bemalen. In 1950 werd deze functie overgenomen door een gemaal aan het Amsterdam-Rijnkanaal. De Oostzijdse molen kwam in 1952 in het bezit van de Parijzenaar Souget, die haar de naam Delphine gaf.
Sinds 1965 is de molen bezit van de Stichting De Utrechtse Molens. Als gevolg van het lage waterpeil in de polder en achterstallig onderhoud aan de molen wordt er de laatste jaren niet meer mee gemalen. De molen wordt al geruime tijd bewoond en kan niet worden bezichtigd.
In 2009 is de molen volledig gerenoveerd en is daardoor weer in dienst als poldergemaal. Het schoepenrad is circa 1.5 meter verlaagd om het lagere polderpeil te kunnen halen. De molen is sindsdien weer een belangrijk onderdeel van de totale polderbemaling.
Niet ver van de molen liggen de Batterij aan het Gein en de Liniewal Geindijk-Nigtevecht die reikt tot Fort Nigtevecht. Deze drie behoorden allen tot de Stelling van Amsterdam.

## Mondriaan

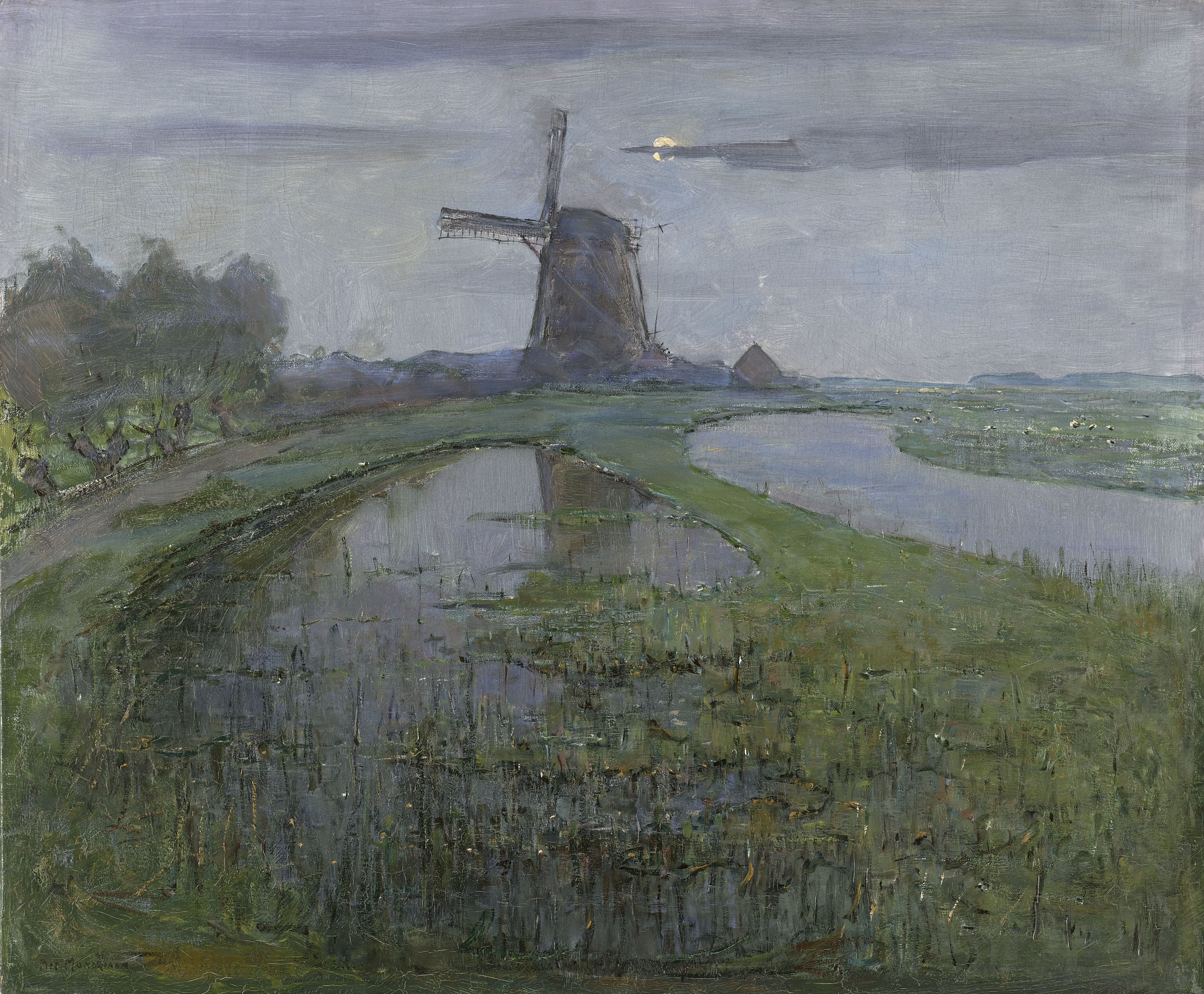
Piet Mondriaan. Oostzijdse molen aan het Gein bij maanlicht. Ca. 1903. Amsterdam, Rijksmuseum.

De Oostzijdse molen is bekend geworden doordat Piet Mondriaan deze in de periode 1902-1908 meer dan twintig keer heeft geschilderd. Mondriaans schilderij Oostzijdse molen aan het Gein bij maanlicht, dat in augustus 2005 aangekocht werd door het Rijksmuseum Amsterdam, is een van de eerste schilderijen uit deze reeks.

## Techniek
- type: grondzeiler (achtkante bovenkruier)
- kruiwerk: 48 rollen, kruirad
- romp: grenen, gedekt met riet
- vlucht: 26,28 meter
- vang: Vlaamse blokvang
- opvoerhoogte: bijna 2 meter
- scheprad: 6,35 meter hoog en 0,59 meter breed; van ijzer
- capaciteit: maximaal 45 kubieke meter per minuut

## Trivia
- Een van de bewoners was Gied Jaspars.